# オロッコの人権と文化を守る会
オロッコの人権と文化を守る会（オロッコのじんけんとぶんかをまもるかい）は、かつて日本領だった北緯50度以南の樺太（サハリン）に住んでいた先住民族のウィルタ（オロッコ）の人権と文化を守るために結成された日本の団体。1975年（昭和50年）、ウィルタ族のダーヒンニェニ・ゲンダーヌ（北川源太郎）による日本政府の告発をきっかけに結成された（当時の会長は網走市会議員窪田茂人）。

## 概要
1941年（昭和16年）、太平洋戦争が始まると、日本陸軍は樺太の先住民族ウィルタやニヴフ（ギリヤーク）の高い身体能力や現地の地理に詳しいことに目を付け、ソビエト連邦軍の動きを探る活動に従事させた。1942年、陸軍特務機関は、敷香郡敷香町在住のウィルタ22人、ニヴフ18人の計40名に日本名を与え、諜報部隊に配置した。諜報員として召集された者の多くは戦後シベリアに抑留され、その多くは同地で死去したといわれる。敷香町の「オタスの杜」に育ったウィルタのダーヒンニェニ・ゲンダーヌ（北川源太郎）もそうしたひとりであったが、彼はそのなかを生き残った。1945年（昭和20年）8月9日のソ連対日参戦、8月20日の樺太の戦いを経て樺太全島はソビエト連邦領となった。戦後、ポロナイスク（敷香町）に残された家族は、女性と子どもばかりであったという。彼らは日本軍に協力したスパイの一味とみなされ、彼らに向けられる視線は厳しく、現地社会で孤立化・内向化していった。彼らは表だって自らの文化や言語を示すことができなくなったという。加えて、ヨシフ・スターリン統治下の粛清や貧困もあって、網走市・釧路市など北海道に移住した者もいた
日本に移ったウィルタやニヴフの人びとは、1952年（昭和27年）のサンフランシスコ平和条約発効の際、就籍という形で参政権を獲得した。
ダーヒンニェニ・ゲンダーヌは、スパイ幇助罪の判決を受けて9年6か月にわたってシベリア抑留を受け、そこで強制労働に従事させられたが解放され、1955年（昭和30年）、渡航先を京都府舞鶴港に選んだ。彼が日本を住地として選んだ理由は、戦犯者の汚名を着せられてサハリンには戻りたくないため、そして、日本のために戦ったのだから日本に戻れば皆が温かく皆が迎えてくれると思ったからだという。しかし、実際には温かい出迎えもなく、戸籍がないことが判明し、当初は職に就くこともできない状況であった。その後、彼は就籍許可申立手続を行い、許可の審判が下り、、故郷に雰囲気の似ている網走での生活を始めることとなった。彼は肉体労働の職に就いた。3年後、彼はサハリンにいる父北川ゴルゴロと姉家族総勢9人を、9年後、サハリンにいる妹北川アイ子の家族総勢8人を網走に呼び寄せている。
1975年（昭和50年）7月12日、ゲンダーヌや田中了らの努力により、ウィルタ民族の人権や戦争賠償・戦後補償問題を解決する趣旨にもとづいて「オロッコの人権と文化を守る会」が設立された。同年、かつての上官の手紙から旧軍人には恩給が支払われることを知ったゲンダーヌは、「オロッコの人権と文化を守る会」の協力も得ながら申請手続きを行ったが認められなかった。不許可の理由として、
1. 戸籍法の適用を受けていない者には兵役法が適用されないこと
2. 兵役法の下、特務機関長には召集権がないこと
3. 兵役法にもとづかない召集令状は無効であること
4. 無効の召集令状を知らずに受けて従軍し、そのために戦犯者として抑留されたとしても日本政府の関知するところではないこと
5. 現行の恩給法の下では適用外であること

の5点が政府見解として示された。ゲンダーヌは、それまで日本人北川源太郎を名乗ってきたが、その名を捨て、ウィルタ「ダーヒンニェニ・ゲンダーヌ」として生きることを決意した。ウィルタ（オロッコ）と表立って名乗っていたのは、ゲンダーヌと北川アイ子の兄妹2人だけであった。彼らは、自分のためでなく犠牲になった仲間のために民族復権の活動をしてきたのである。翌1976年12月、オロッコの人権と文化を守る会は名称を「ウィルタ協会」に変更した。